# Fad Gadget
För andra betydelser, se Gadget (olika betydelser).
Fad Gadget, artistnamn för Francis John "Frank" Tovey, född 8 september 1956, död 3 april 2002, var en brittisk synthmusiker från Leeds, England. Han var den första artist som fick kontrakt med Mute Records (1979) och hans debutsingel var Mutes andra release.
Tovey gjorde sin sista spelning på SAMA i Göteborg 2002 och dog strax därefter i en hjärtattack. Han led av hjärtproblem sedan barndomen.

## Album

### Som Fad Gadget
- Fireside Favourites (1980)
- Incontinent (1981)
- Under the Flag (1982)
- Gag (1984)
- The Best Of Fad Gadget (2001)

### Som Frank Tovey
- Easy Listening for the Hard of Hearing (1984) (med Boyd Rice)
- Snakes and Ladders (1986)
- The Fad Gadget Singles (1986)
- Civilian (1988)
- Tyranny & the Hired Hand (1989)
- Grand Union (1991)
- Worried Men in Second Hand Suits (1992)
- Fad Gadget by Frank Tovey (2006)